# Taita (geslacht)
Taita is een geslacht van uitgestorven weekdieren uit de klasse van de Gastropoda (slakken). Exemplaren van dit geslacht zijn slechts als fossiel bekend.

## Soorten
- Taita callosa Laws, 1948 †
- Taita clatrellata (Marwick, 1931) †
- Taita lawsi Maxwell, 1988 †